# Downs–Thomsons paradox
Downs-Thomson paradoxen också känd som Pigou–Knight–Downs paradoxen är en paradox som säger att jämviktsläget för hastigheten på ett vägnät bestäms av den genomsnittliga dörr till dörr-tiden på likvärdiga resor med det bästa alternativa transportmedlet (oftast kollektivtrafik i större städer). Paradoxen är uppkallad efter Anthony Downs och John Michael Thomson och den kan betraktas som ett specialfall av Braess paradox.

## Uppkomst
De flesta människor bryr sig oftast inte om vilket transportmedel de använder, utan letar bara efter det bästa möjliga transportmedlet med hänsyn till tid. Eftersom bilar oftast är mest tidseffektiva vid dörr till dörr-resor och utan annan trafik, blir bilar det primära sättet att transportera sig till dess att exempelvis trafikstockningar gör att ett sekundärt transportmedel blir mer tidseffektivt (oftast kollektivtrafik). Då kommer bilförare att flytta över till det sekundära transportmedlet tills en jämvikt har nåtts mellan det primära och det sekundära transportmedlet och ur detta uppkommer paradoxen.
Viktigt att poängtera är att detta inte gäller för en specifik resa med start och mål angivna, utan är en generalisering som gäller för trafiksystemet i sin helhet. En annan viktig förutsättning är såklart att detta endast gäller i större städer med mättade vägnät och fungerande samt konkurrentkraftiga sekundära transportmedel.

## Konsekvenser
Det är viktigt att poängtera att när man förändrar trafiksystemet i form av tillbyggnader och dylikt förskjuter man jämviktsläget. Detta innebär i praktiken att exempelvis motorvägsutbyggnader i större städer i början förbättrar genomsnittsrestiderna, vilka återgår till sitt ursprungliga läge eftersom resenärer som tidigare utnyttjade kollektivtrafiken flyttat över till bil.
En annan viktig konsekvens är dock att det omvända även gäller: bygger man konkurrenskraftig kollektivtrafik förbättrar man även restiden för de som fortsätter åka bil, då jämviktsläget förskjuts så att restiderna blir desamma.